# Viktor I. Amadeus Adolf (Anhalt-Bernburg-Schaumburg-Hoym)

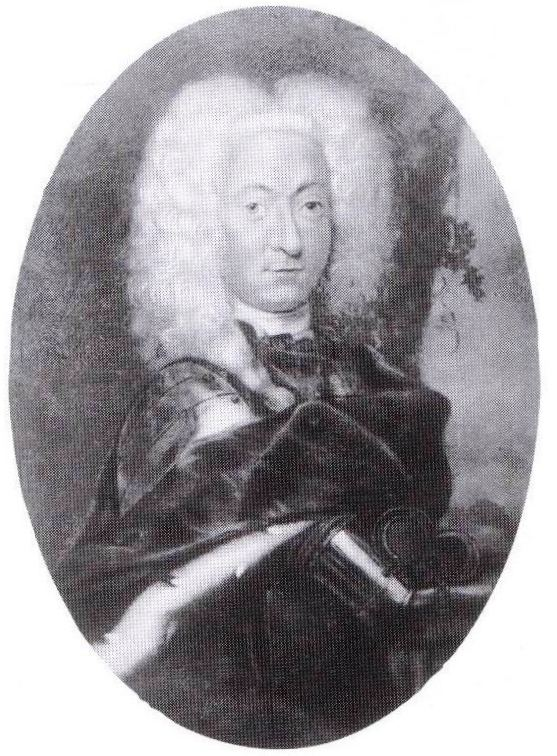
Fürst Viktor I. Amadeus Adolf von Anhalt-Bernburg-Schaumburg-Hoym

Viktor I. Amadeus Adolf von Anhalt-Bernburg-Schaumburg-Hoym (* 7. September 1693 auf Schloss Schaumburg bei Balduinstein; † 15. April 1772 ebenda) war der zweite Fürst von Anhalt-Bernburg-Schaumburg-Hoym.

## Leben
Viktor war der älteste Sohn des Fürsten Lebrecht von Anhalt-Bernburg-Schaumburg-Hoym (1669–1727) aus dessen Ehe mit Charlotte (1673–1700), Tochter des Fürsten Adolf II. von Nassau-Dillenburg (1629–1676).
Nach dem Tod seiner Mutter 1700 erbte er die Grafschaft Holzappel und nach dem Tod seiner Großmutter Elisabeth Charlotte von Holzappel-Schaumburg 1707 endgültig auch Schloss Schaumburg. 1708 bekam sein Vater, der zuvor schon Zeitz und Belleben bekommen hatte, zudem noch Hoym zugesprochen (aber keine Landeshoheit), da die Grafschaft Harzgerode an den älteren Bruder fiel. 1721 machte dieser Hoym zur Residenzstadt des Fürstentums Anhalt-Bernburg-Hoym und ließ dort ein Schloss bauen. Mit seiner Volljährigkeit im Jahr 1714 trat er die Regierung in Holzappel-Schaumburg an und als sein Vater 1727 starb, erbte er auch Anhalt-Zeitz-Hoym, das er mit seinem anderen Besitz in Anhalt-Bernburg-Schaumburg-Hoym vereinte.
In den Jahren 1711 und 1712 beteiligte sich Viktor an den Feldzügen gegen Frankreich in den Niederlanden und geriet bei Denain in Gefangenschaft, aus der er aber bald wieder befreit wurde.
Die Streitigkeiten mit der Bernburger Hauptlinie um das Paragium Hoym, die bereits unter seinem Vater begannen, setzten sich während der Regierung Viktors I. Amadeus Adolf fort. Zudem hatte das Land schwer unter den Auswirkungen des Siebenjährigen Krieges zu leiden.

## Ehen und Nachkommen
Der Fürst vermählte sich am 22. November 1714 in Birstein mit Charlotte Luise zu Isenburg-Birstein (* 31. Juli 1680; † 2. Januar 1739), Tochter des Grafen Wilhelm Moritz zu Isenburg und Büdingen in Birstein, mit der er folgende Kinder hatte:
- Victoria Charlotte (* 25. September 1715; † 4. Februar 1792) ⚭ 26. April 1732 Friedrich Christian (Brandenburg-Bayreuth) (1708–1769) (1764 geschieden)
- Louise Amalie (* 10. Oktober 1717; † 1. September 1721)
- Lebrecht (* 26. August 1718; † 5. Oktober 1721)
- Christian (* 30. Juni 1720; † 13. April 1758) preußischer Major
- Karl Ludwig (* 16. Mai 1723; † 20. August 1806), holländischer General

⚭ 1748 Benjamine Gertrud Keiser (1729–1787) (Ehe 1757 annulliert)
⚭ 21. April 1778 Eleonore zu Solms-Braunfels (* 22. November 1734; † 19. April 1811)
- Franz Adolf (* 7. Juli 1724; † 22. April 1784), preußischer Generalmajor ⚭ 1762 Gräfin Maria Josepha von Hasslingen (* 13. September 1741; † 2. Dezember 1785)

Nach dem Tod seiner Frau heiratete er am 14. Februar 1740 Hedwig Sophie Henckel von Donnersmarck (* 7. Mai 1717; † 21. Februar 1795), Tochter von Wenzel Ludwig Henckel von Donnersmarck. Die Henckel von Donnersmarck wurden erst 1651 zu Grafen erhoben. Daher war die Ehe morganatisch, obwohl sie im Haus Anhalt anerkannt war. Das Paar hatte folgende Kinder:
- Friedrich Ludwig Adolf (* 29. November 1741; † 24. Dezember 1812) schwedischer Generalmajor
- Sophie Charlotte Ernestine (* 3. April 1743; † 5. Oktober 1781) ⚭ 20. September 1760 Wolfgang Ernst II. zu Isenburg und Büdingen
- Viktor Amadeus (* 21. Mai 1744; † 2. Mai 1790 gefallen in Partakoski, Finnland), russischer General ⚭ Magdalena zu Solms-Braunfels (* 4. Juni 1742; † 21. Januar 1819)
- Karl (*/† 4. August 1745)
- Hedwig Auguste (* 6. Mai 1747; † 5. März 1760)
- George Augustus (* 6. November 1751; † 29. Oktober 1754)